# بالان تپه
بالان تپه مربوط به دوران پیش از تاریخ ایران باستان -هزاره ۱ قبل از میلاد است و در شهرستان کردکوی، بخش مرکزی، روستای مهتر کلاته واقع شده و این اثر در تاریخ ۱۰ بهمن ۱۳۸۳ با شمارهٔ ثبت ۱۱۳۱۸ به‌عنوان یکی از آثار ملی ایران به ثبت رسیده است.